# 본오초등학교
본오초등학교는 대한민국 경기도 안산시 상록구 본오동에 있는 공립 초등학교이다.

## 연혁
- 1939년 3월 20일 반월공립심상소학교 사리간이학교로 개교
- 1943년 4월 1일 반월국민학교 본오리분교로 승격
- 1946년 4월 1일 본오리국민학교로 승격
- 1965년 2월 20일 석호분실 인가
- 1966년 11월 9일 본오국민학교로 변경
- 1969년 11월 3일 석호국민학교 분리
- 1983년 3월 1일 호동국민학교 분리
- 1990년 10월 15일 현 위치로 신축 이전
- 1993년 3월 1일 상록국민학교 분리
- 1995년 6월 1일 본원국민학교 분리
- 1996년 3월 1일 본오초등학교로 변경
- 2003년 3월 1일 각골초등학교 분리